# Gerres methueni
Gerres methueni és una espècie de peix pertanyent a la família dels gerrèids.

## Descripció
- Fa 30 cm de llargària màxima (normalment, en fa 20).
- És de color platejat en general i marró oliva per damunt.[6][7][8]

## Alimentació
Menja invertebrats.

## Hàbitat
És un peix marí, de clima subtropical (15°S-35°S) i bentopelàgic que habita les aigües costaneres, incloent-hi estuaris.

## Distribució geogràfica
Es troba a l'Índic occidental: des del sud de Moçambic fins a la badia d'Algoa (Sud-àfrica). També és present a Madagascar.

## Observacions
És inofensiu per als humans.